# Bisten-en-Lorraine
Pour les articles homonymes, voir Bisten et Lorraine (homonymie).
Bisten-en-Lorraine, anciennement Bisten-im-Loch, est une commune française située dans le département de la Moselle, en région Grand Est. Elle est localisée dans les régions naturelles du pays de Nied et du Warndt, ainsi que dans le bassin de vie de la Moselle-Est.

## Géographie
|             | Coume              | Varsberg   |
| Niedervisse | Bisten-en-Lorraine |            |
| Obervisse   |                    | Boucheporn |

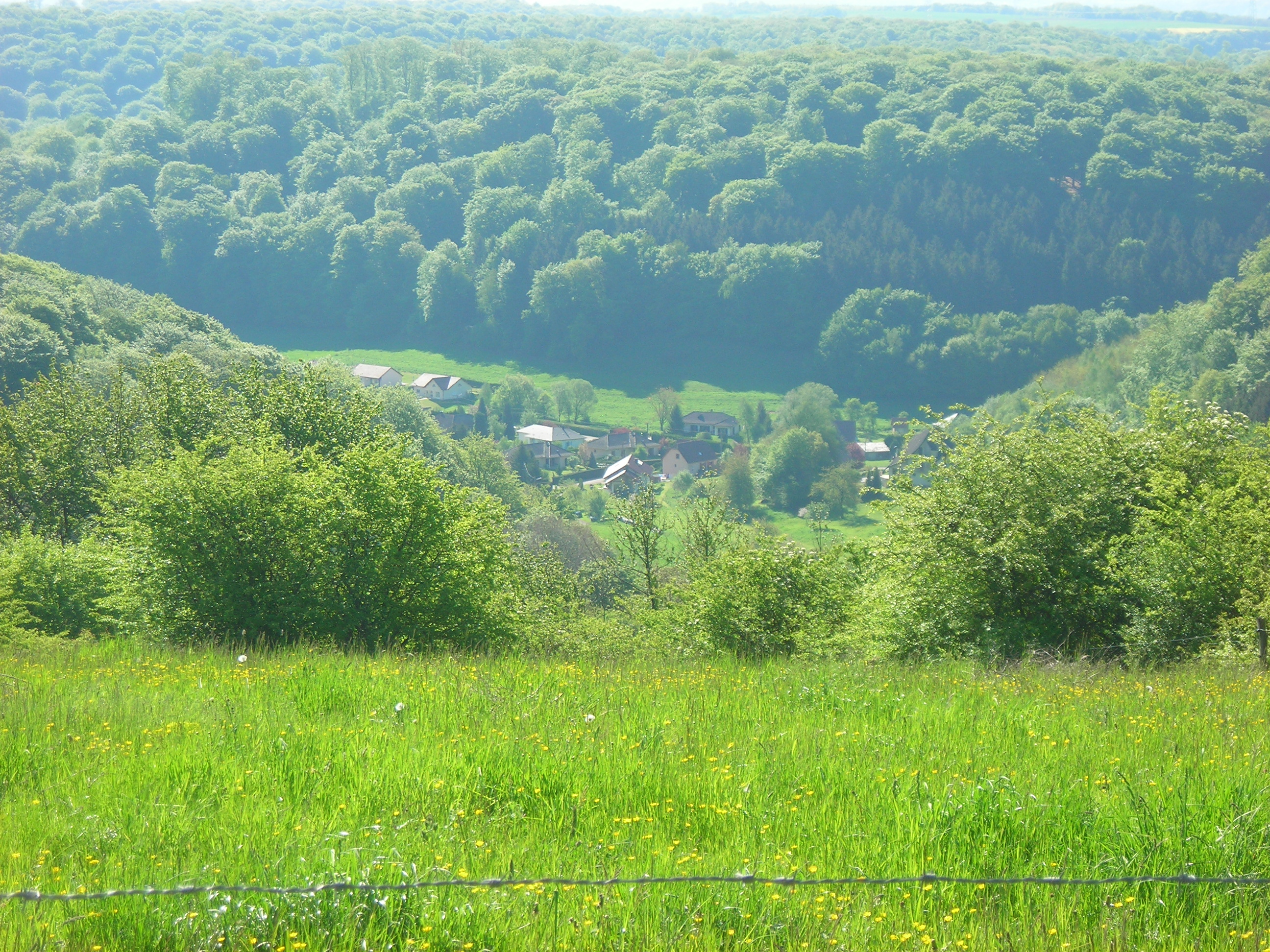
Le village depuis les hauteurs vers Niedervisse.

Le village se situe dans une profonde vallée du massif forestier du Warndt, sur le ruisseau de la Bisten. Il s'agit d'un village-rue, caractéristique de l'habitat lorrain. La rue principale, qui se prolonge par la rue de Varsberg à l'est et par celle de Boucheporn au sud, constitue l'axe principal du village. Seules les petites impasses de la forêt, de la Bisten et du moulin s'en écartent légèrement.

### Hydrographie

#### Réseau hydrographique
La commune est située dans le bassin versant du Rhin au sein du bassin Rhin-Meuse. Elle est drainée par la Bisten.
La Bisten, d'une longueur totale de 15,8 km en France, est une rivière franco-allemande qui prend sa source dans la commune  et conflue avec la Sarre, en rive gauche, à Wadgassen, en Allemagne.

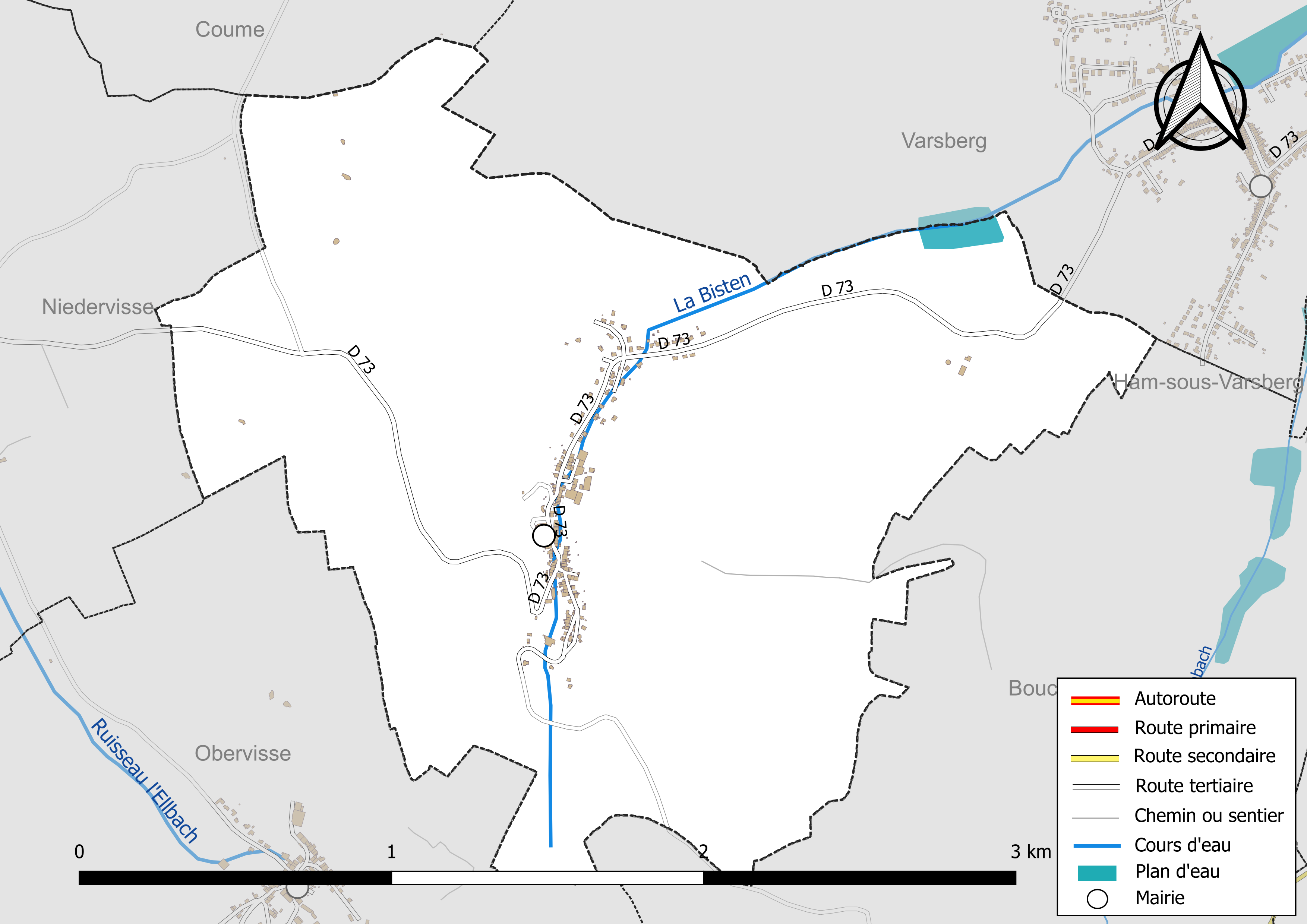
Réseaux hydrographique et routier de Bisten-en-Lorraine.

#### Gestion et qualité des eaux
Le territoire communal est couvert par le schéma d'aménagement et de gestion des eaux (SAGE) « Bassin Houiller ». Ce document de planification, dont le territoire est approximativement délimité par un triangle formé par les villes de Creutzwald, Faulquemont et Forbach, d'une superficie de 576 km2, a été approuvé le 27 octobre 2017. La structure porteuse de l'élaboration et de la mise en œuvre est la région Grand Est. Il définit sur son territoire les objectifs généraux d’utilisation, de mise en valeur et de protection quantitative et qualitative des ressources en eau superficielle et souterraine, en respect des objectifs de qualité définis dans le SDAGE  du Bassin Rhin-Meuse.
La qualité de la Bisten peut être consultée sur un site spécial géré par les agences de l’eau et l’Agence française pour la biodiversité. 

### Climat
Pour des articles plus généraux, voir Climat du Grand Est et Climat de la Moselle.
En 2010, le climat de la commune est de type climat des marges montargnardes, selon une étude du Centre national de la recherche scientifique s'appuyant sur une série de données couvrant la période 1971-2000. En 2020, Météo-France publie une typologie des climats de la France métropolitaine dans laquelle la commune est exposée à un climat semi-continental et est dans la région climatique  Lorraine, plateau de Langres, Morvan, caractérisée par un hiver rude (1,5 °C), des vents modérés et des brouillards fréquents en automne et hiver. 
Pour la période 1971-2000, la température annuelle moyenne est de 9,5 °C, avec une amplitude thermique annuelle de 17 °C. Le cumul annuel moyen de précipitations est de 824 mm, avec 12 jours de précipitations en janvier et 9,6 jours en juillet. Pour la période 1991-2020, la température moyenne annuelle observée sur la station météorologique de Météo-France la plus proche, « Seingbouse », sur la commune de Seingbouse à 18 km à vol d'oiseau, est de 10,5 °C et le cumul annuel moyen de précipitations est de 731,4 mm. 
La température maximale relevée sur cette station est de 37,9 °C, atteinte le 25 juillet 2019 ; la température minimale est de −17 °C, atteinte le 20 décembre 2009,,. 
Les paramètres climatiques de la commune ont été estimés pour le milieu du siècle (2041-2070) selon différents scénarios d'émission de gaz à effet de serre à partir des nouvelles projections climatiques de référence DRIAS-2020. Ils sont consultables sur un site spécial publié par Météo-France en novembre 2022.

## Urbanisme

### Typologie
Au 1er janvier 2024, Bisten-en-Lorraine est catégorisée commune rurale à habitat dispersé, selon la nouvelle grille communale de densité à sept niveaux définie par l'Insee en 2022.
Elle est située hors unité urbaine. Par ailleurs la commune fait partie de l'aire d'attraction de Saint-Avold (partie française), dont elle est une commune de la couronne,. Cette aire, qui regroupe 28 communes, est catégorisée dans les aires de moins de 50 000 habitants,.

### Occupation des sols
L'occupation des sols de la commune, telle qu'elle ressort de la base de données européenne d’occupation biophysique des sols Corine Land Cover (CLC), est marquée par l'importance des territoires agricoles (60,8 % en 2018), en diminution par rapport à 1990 (65,5 %). La répartition détaillée en 2018 est la suivante : 
forêts (31,7 %), prairies (25,2 %), zones agricoles hétérogènes (24 %), terres arables (11,6 %), zones urbanisées (5,8 %), zones humides intérieures (1,7 %). L'évolution de l’occupation des sols de la commune et de ses infrastructures peut être observée sur les différentes représentations cartographiques du territoire : la carte de Cassini (XVIIIe siècle), la carte d'état-major (1820-1866) et les cartes ou photos aériennes de l'IGN pour la période actuelle (1950 à aujourd'hui).

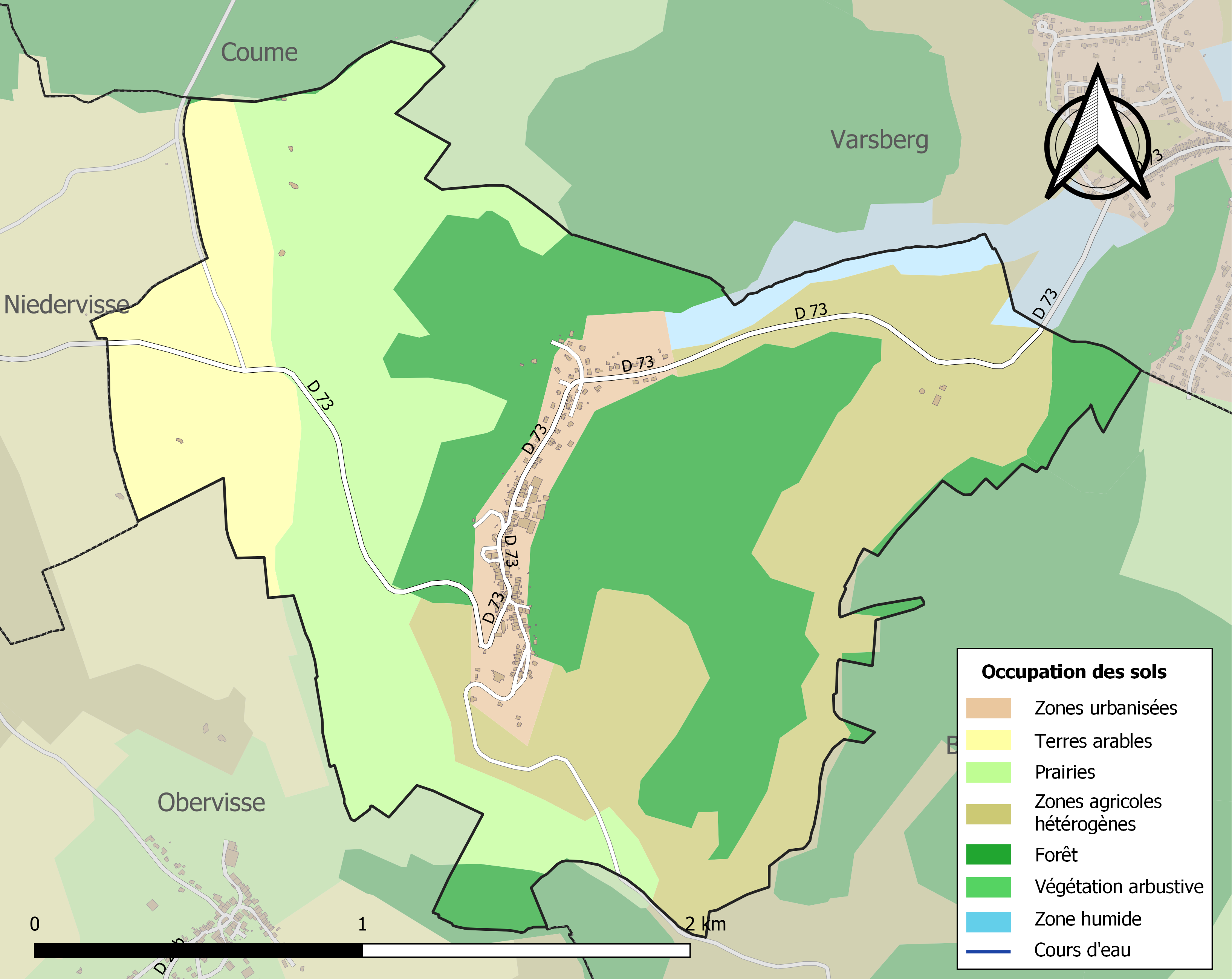
Carte des infrastructures et de l'occupation des sols de la commune en 2018 (CLC).

## Toponymie
Peut-être du germanique Biel, Beil «terrain de chasse» + stein «pierre, hauteur pierreuse». Ou provient de Bei Stein « près des rochers ».
L'appellation « en Lorraine » est apparue après 1918, étant la traduction du « in Lothringen » attribué durant l'annexion allemande. Cette appellation remplaçait l'ancien « Im Loch », nom qui était en vigueur depuis au minimum 1793 et qui signifie « dans un trou » en allemand, surnom qui est dû à l'emplacement géographique du village et qui servait également à le différencier de Bisten-sous-Berus, village anciennement Mosellan cédé a la Prusse en 1815.
Anciens noms, : Bistan (1115), Bistam (1180), Bistein (1393), Bitstein (1397), Biestein (1594), Bristein et Bistenne (1680-1681), Bistainloch et Bisteinloch (1689), Bisten Im Loch (1793), Bisten-Imloch (1801), Bistem-Imloch ou Bistain (1825), Bisten-im-Loch (XIXe siècle), Bisten in Lothringen (1907-1918), Bisten am Mottenberg (1940-1944).
En francique lorrain : Beschten ém Loch.

### Sobriquet
Ancien surnom sur les habitants : Béschtener Dachsen (les blaireaux de Bisten, animal solitaire et méfiant).

## Histoire
Le site est occupé de manière très ancienne, comme en témoigne la découverte de vestiges gallo-romains sur le ban de la commune. Le village dépend au Moyen Âge de l'abbaye bénédictine de Saint-Avold, dépendant de la mairie de Boucheporn.

### Cultes
Du point de vue spirituel, le village est au Moyen Âge succursale de la vaste paroisse voisine de Boucheporn, de même que Zimming et Obervisse. L'état civil ne débute alors qu'en 1792 dans la paroisse-mère. L'église paroissiale, dédiée à l'Immaculée Conception de la Sainte Vierge, est édifiée en 1780.

## Politique et administration
| Période                                  | Période      | Identité                | Étiquette | Qualité |
| ---------------------------------------- | ------------ | ----------------------- | --------- | ------- |
| Les données manquantes sont à compléter. |              |                         |           |         |
| mars 1989                                | mars 2008    | Joseph Zann             |           |         |
| mars 2008                                | 15 mars 2020 | Thaddée-Jean Herstowski |           |         |
| 20 mai 2020                              | En cours     | Pierre Thil             |           |         |

## Démographie
L'évolution du nombre d'habitants est connue à travers les recensements de la population effectués dans la commune depuis 1800. Pour les communes de moins de 10 000 habitants, une enquête de recensement portant sur toute la population est réalisée tous les cinq ans, les populations de référence des années intermédiaires étant quant à elles estimées par interpolation ou extrapolation. Pour la commune, le premier recensement exhaustif entrant dans le cadre du nouveau dispositif a été réalisé en 2008.

En 2022, la commune comptait 249 habitants, en évolution de +2,05 % par rapport à 2016 (Moselle : +0,52 %, France hors Mayotte : +2,11 %).
| 1800 | 1806 | 1821 | 1836 | 1841 | 1861 | 1866 | 1871 | 1875 |
| ---- | ---- | ---- | ---- | ---- | ---- | ---- | ---- | ---- |
| 277  | 360  | 366  | 412  | 420  | 318  | 342  | 335  | 339  |

| 1880 | 1885 | 1890 | 1895 | 1900 | 1905 | 1910 | 1921 | 1926 |
| ---- | ---- | ---- | ---- | ---- | ---- | ---- | ---- | ---- |
| 339  | 347  | 334  | 289  | 300  | 305  | 308  | 285  | 241  |

| 1931 | 1936 | 1946 | 1954 | 1962 | 1968 | 1975 | 1982 | 1990 |
| ---- | ---- | ---- | ---- | ---- | ---- | ---- | ---- | ---- |
| 247  | 260  | 230  | 246  | 266  | 263  | 254  | 241  | 257  |

| 1999 | 2006 | 2008 | 2013 | 2018 | 2022 | - | - | - |
| ---- | ---- | ---- | ---- | ---- | ---- | - | - | - |
| 255  | 269  | 273  | 250  | 248  | 249  | - | - | - |

## Économie

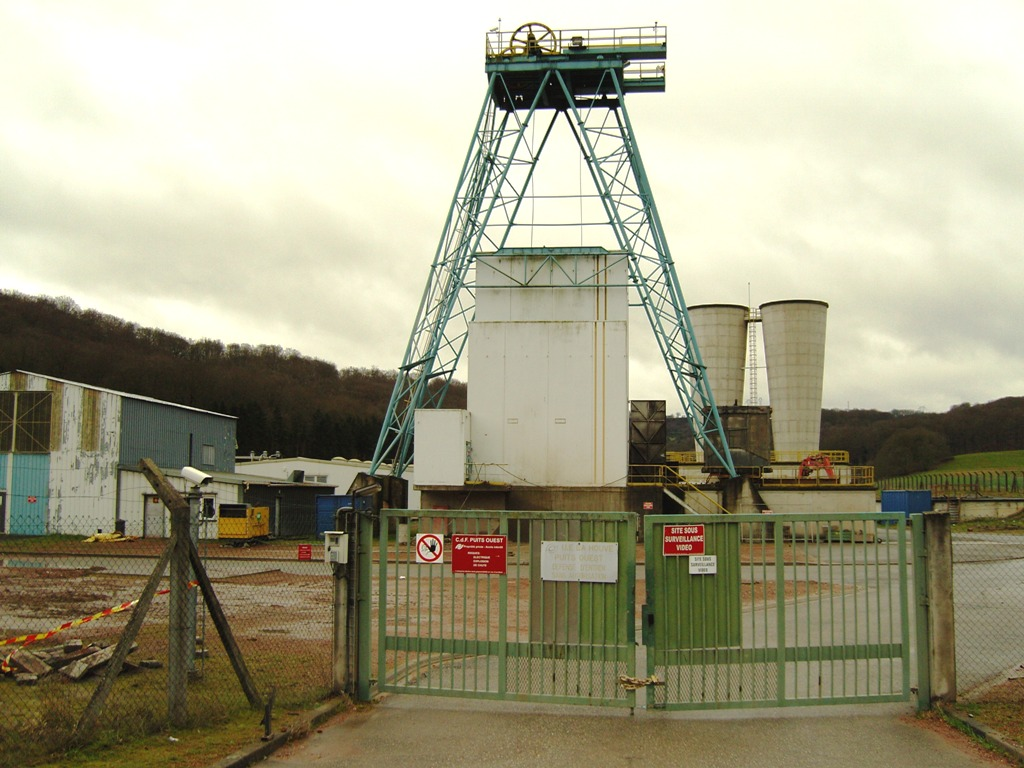
Le puits Ouest, ou puits de Bisten, en 2007.

Le puis de Bisten est le dernier puits foncé dans le bassin houiller lorrain. C’est également le plus occidental, il est donc aussi connu sous le nom de « puits Ouest ». Il a été foncé en 1987 pour atteindre 522 mètres de profondeur. Il s'agit du dernier puits foncé dans le bassin houiller lorrain. Son diamètre est de 8 m. Il est remblayé en mars 2007 et son chevalement, abattu le 8 mai 2007.

## Culture locale et patrimoine

### Lieux et monuments
- L'église paroissiale, dédiée à l'Immaculée Conception de la Sainte Vierge et datant de 1780.
- La chapelle Notre-Dame-de-Bon-Secours, érigée en 1854 et surplombant tout le village.
- La réplique de la grotte de Lourdes, érigée en 1994 sur le chemin montant vers la chapelle.
- Les calvaires et croix de chemin parsemant le ban communal.

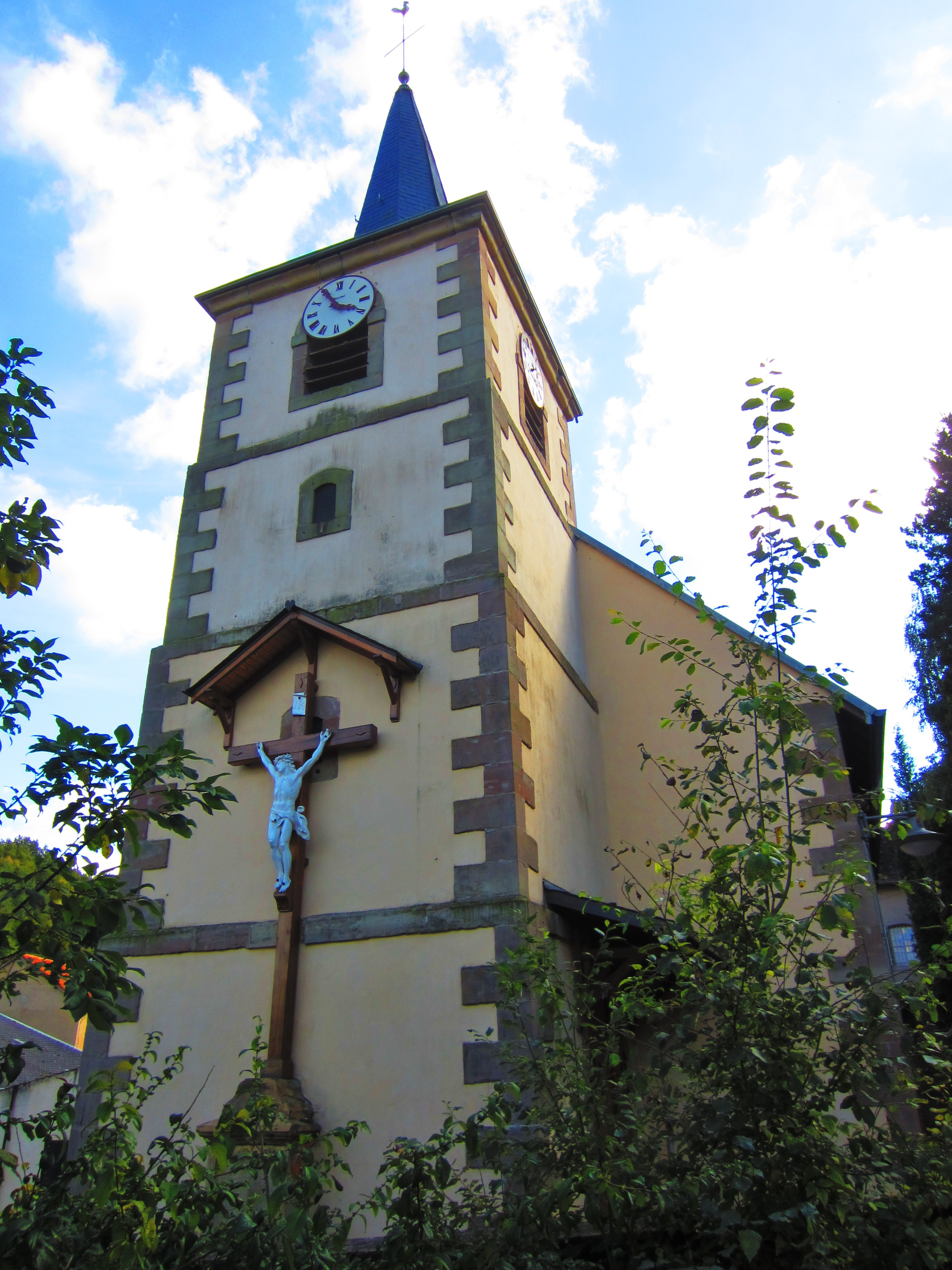
Église de l'Immaculée-Conception.
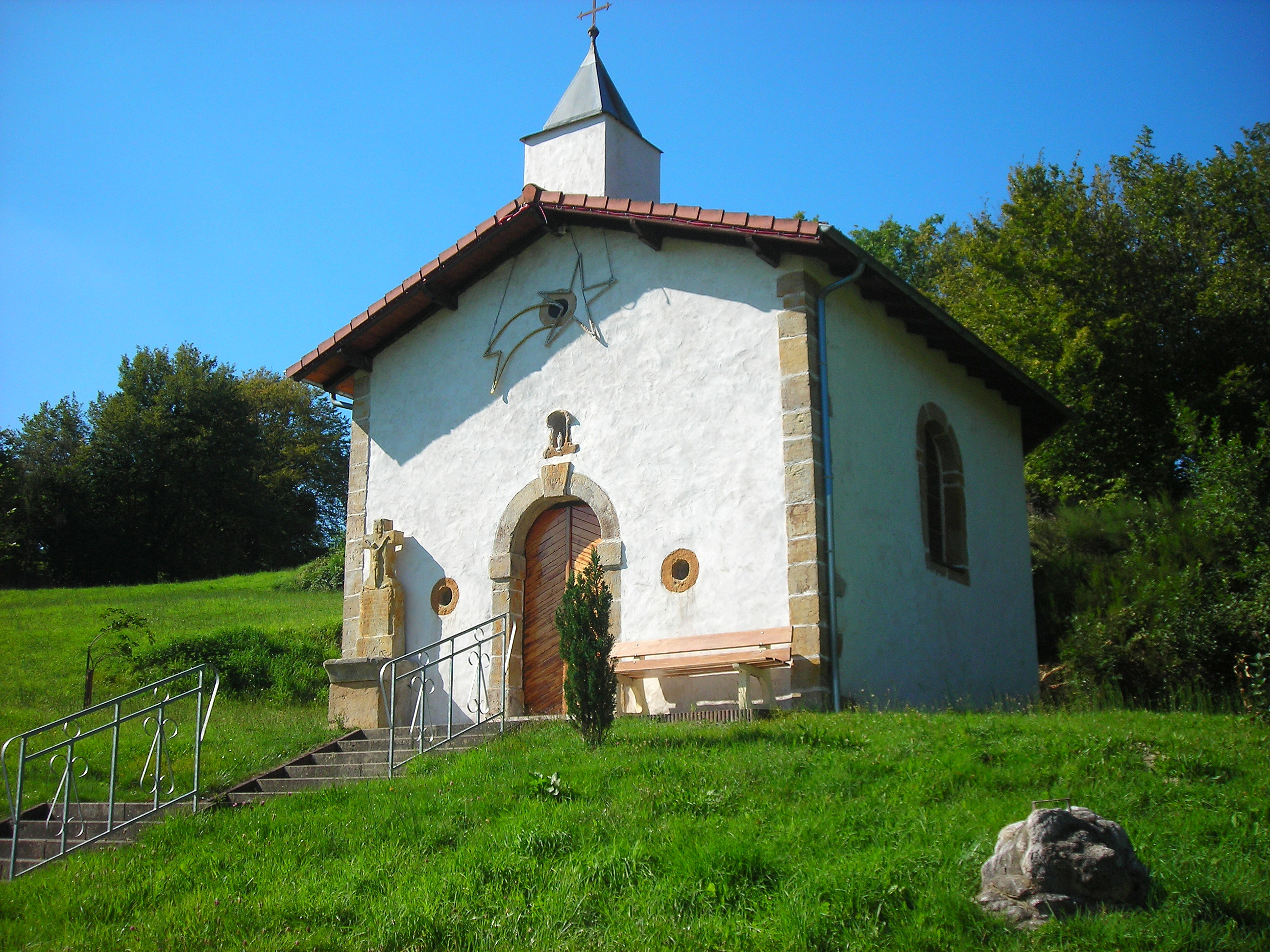
Chapelle Notre-Dame-de-Bon-Secours.
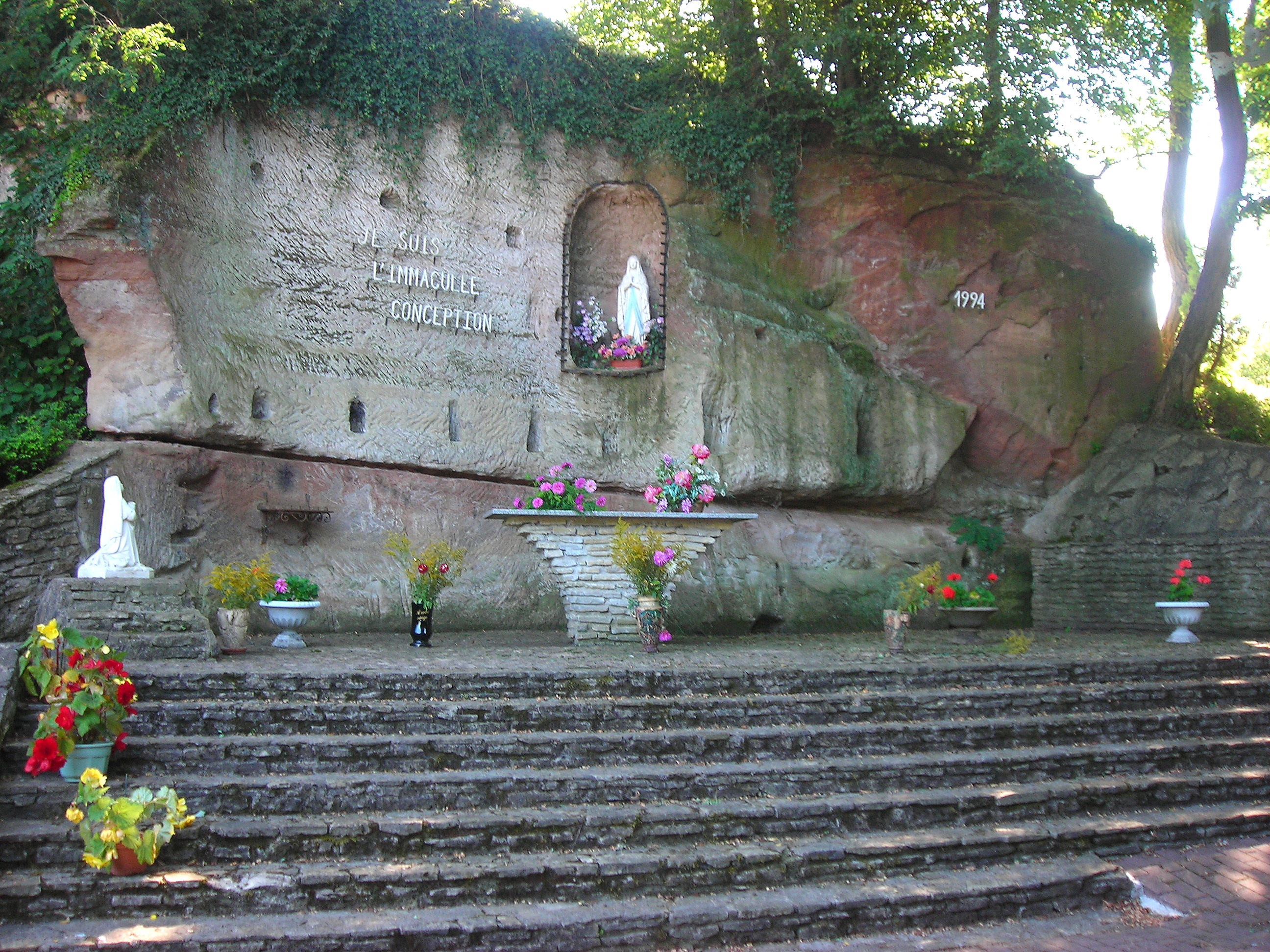
Grotte de Lourdes, érigée en 1994.
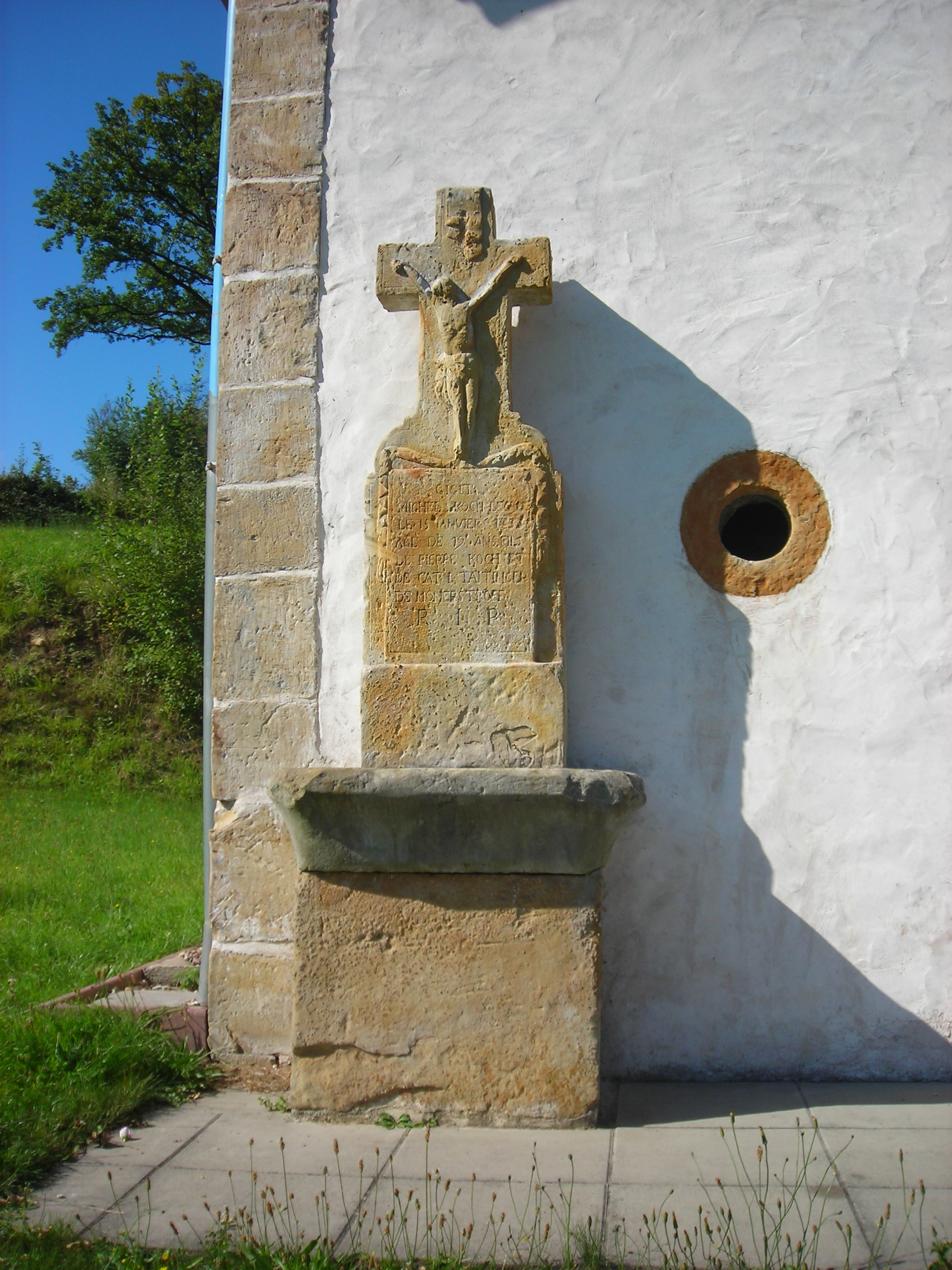
Calvaire adossé à la chapelle.
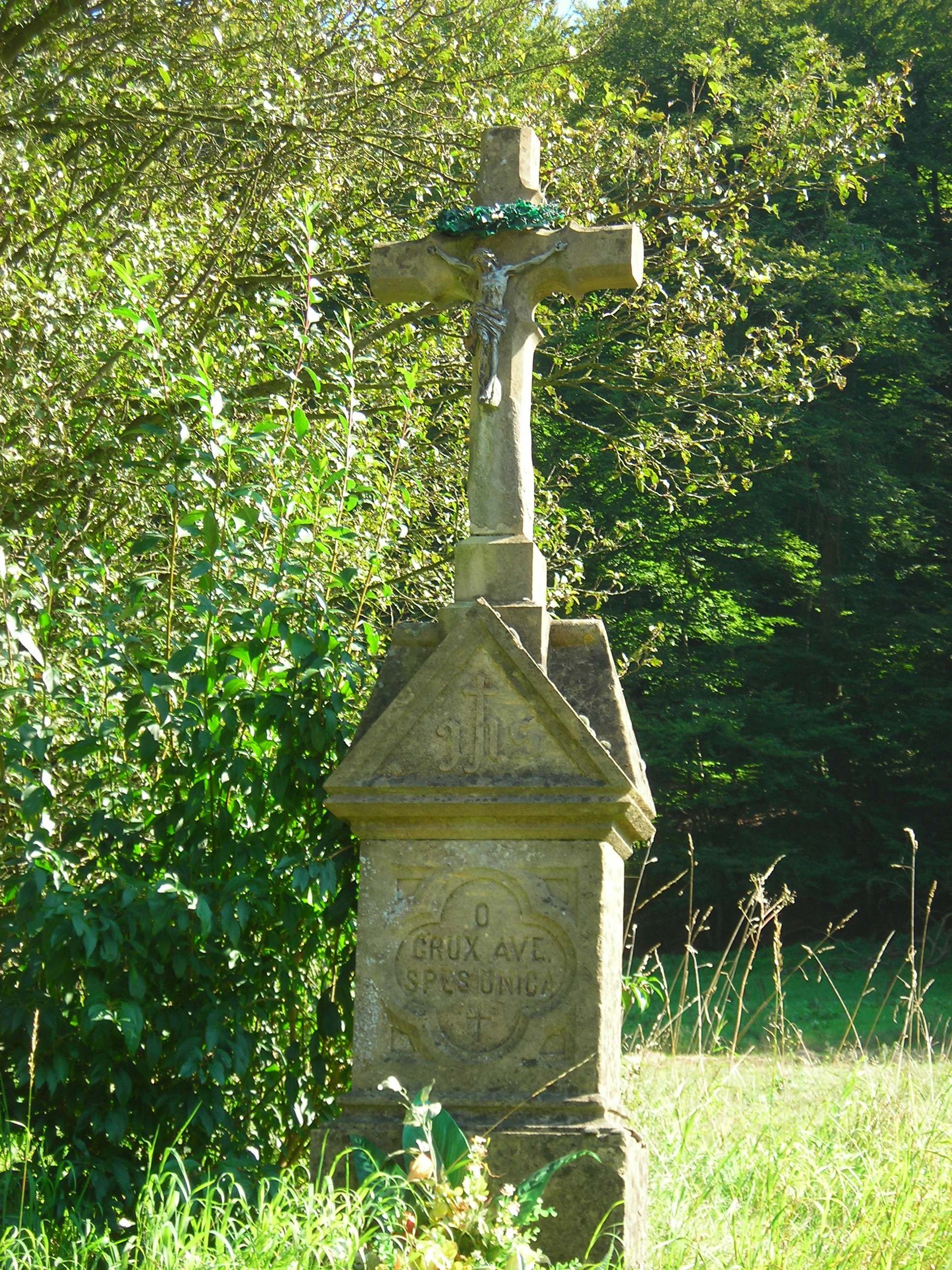
Calvaire à la sortie du village, vers Varsberg.

## Pour approfondir